# Fifth Third Charleston 2 2024
Il Fifth Third Charleston 2 2024, sponsorizzato da Fifth Third Bank, è un torneo femminile di tennis giocato sulla terra verde. È la 3ª edizione del torneo che fa parte della categoria WTA 125 nell'ambito del WTA Challenger Tour 2024. La prima edizione disputata nel 2021 si è giocata sulla terra verde, la seconda edizione si è giocata a marzo 2024 e la superficie è cambiata al cemento, mentre per questa si ritorna sulla originaria terra verde. Si gioca all'LTP Mount Pleasant di Charleston negli Stati Uniti d'America dal 18 al 24 novembre 2024.

## Partecipanti al singolare

### Teste di serie
| Nazionalità | Giocatrice          | Ranking* | Testa di serie |
| ----------- | ------------------- | -------- | -------------- |
| Messico     | Renata Zarazúa      | 60       | 1              |
| Stati Uniti | Alycia Parks        | 112      | 2              |
| Stati Uniti | Varvara Lepchenko   | 143      | 3              |
| Ungheria    | Panna Udvardy       | 159      | 4              |
| Spagna      | Leyre Romero Gormaz | 167      | 5              |
| Stati Uniti | Louisa Chirico      | 183      | 6              |
| Stati Uniti | Hanna Chang         | 197      | 7              |
| Stati Uniti | Iva Jovic           | 206      | 8              |

* Ranking all'11 novembre 2024.

### Altre partecipanti
Le seguenti giocatrici hanno ricevuto una wild card per il tabellone principale:
- Usue Maitane Arconada
- Lauren Davis
- Iva Jovic
- Madison Sieg

Le seguenti giocatrici sono passate dalle qualificazioni:
- Miriam Bulgaru
- Ekaterine Gorgodze
- Gabriela Lee
- Alana Smith

La seguente giocatrice è entrata in tabellone come lucky loser:
- Kayla Cross

### Ritiri
Prima del torneo
- Maria Mateas → sostituita da  Kayla Cross

## Partecipanti al doppio

### Teste di serie
| Nazione     | Giocatrice       | Nazione     | Giocatrice          | Rank1 | Seed |
| ----------- | ---------------- | ----------- | ------------------- | ----- | ---- |
| Regno Unito | Emily Appleton   | Stati Uniti | Carmen Corley       | 215   | 1    |
| Stati Uniti | Sophie Chang     | Stati Uniti | Rasheeda McAdoo     | 314   | 2    |
| Italia      | Nuria Brancaccio | Spagna      | Leyre Romero Gormaz | 356   | 3    |
| Australia   | Jaimee Fourlis   | Stati Uniti | Dalayna Hewitt      | 367   | 4    |

* Ranking all'11 novembre 2024.

### Altre partecipanti
La seguente coppia di giocatrici ha ricevuto una wild card per il tabellone principale:
- Frances Pate /  Chelsea Sawyer

## Campionesse

### Singolare
Renata Zarazúa ha sconfitto in finale  Hanna Chang con il punteggio di 6-1, 7-6(4).

### Doppio
Nuria Brancaccio /  Leyre Romero Gormaz hanno sconfitto in finale  Kayla Cross /  Liv Hovde con il punteggio di 7-6(6), 6-2.